# Patriotyczny Ruch Potrójnej Autonomii
Patriotyczny Ruch Potrójnej Autonomii (chiń. 三自爱国运动; pinyin Sānzì Àiguó Yùndòng) i działająca przy nim Chińska Rada Chrześcijańska (chiń. 中国基督教协会; pinyin Zhōngguó Jīdūjiào Xiéhuì) – jedyny oficjalnie zarejestrowany kościół protestancki w Chińskiej Republice Ludowej, podporządkowany kontroli państwa.

## Historia
Organizacja została formalnie powołana w 1951 roku przez grupę przywódców protestanckich skupionych wokół Wu Yaozonga (吴耀宗, 1893-1979), działacza YMCA o prokomunistycznych sympatiach. W wydanej już rok wcześniej deklaracji ogłosili oni uniezależnienie się kościoła chińskiego od wpływów cudzoziemskich, działalność dawnych misji protestanckich kojarzyła się bowiem z epoką dominacji mocarstw ościennych. Formalne ukonstytuowanie się ruchu nastąpiło w 1954 roku, kiedy to w Pekinie odbył się zjazd założycielski. Formalnie PRPA nie był organizacją kościelną, lecz rodzajem wspólnego frontu wszystkich „patriotycznych” kościołów protestanckich; faktycznie pełnił rolę organu za pomocą którego rząd mógł kontrolować życie religijne chińskich protestantów. Zgodnie z zarządzoną przez władze polityką wyznaniową, wszystkie funkcjonujące dotąd w Chinach niezależne wspólnoty protestanckie zostały stopniowo przymusowo włączone do Patriotycznego Ruchu Potrójnej Autonomii.
Po rozpoczęciu rewolucji kulturalnej w 1966 roku rozpoczął się okres prześladowań religijnych, a działalność organizacji zamarła. Odrodziła się ona ponownie w 1980 roku. W tym też roku powołana została Chińska Rada Chrześcijańska, stanowiąca stricte duszpasterskie ramię ruchu. Dziś odpowiedzialna jest ona za nadzór administracyjny nad kościołami i duchowieństwem, prowadzenie seminariów, druk i kolportaż Biblii. 
W 1993 roku organizacja została przyjęta jako oficjalna reprezentacja chińskich protestantów do Światowej Rady Kościołów. W 2007 roku ruch zrzeszał około 18 milionów wiernych, posiadał 20 tysięcy duchownych, 40 tysięcy kościołów i domów modlitwy oraz 20 seminariów i szkół biblijnych. Choć chińskie prawo nadal wymaga rejestracji wszystkich nowych wspólnot protestanckich w Patriotycznym Ruchu Potrójnej Autonomii, wraz z częściową liberalizacją polityki religijnej w ChRL w ostatnich latach powstało szereg niezależnych kościołów, funkcjonujących poza oficjalnymi strukturami.

## Charakterystyka
Sformułowanie „potrójnej autonomii” (三自, Sānzì), obecne w nazwie organizacji, odwołuje się do hasła „samorządności, samoutrzymania i samorozkrzewiania”. Mają one oznaczać kolejno: niezależność organizacyjną kościoła chińskiego, jego finansowanie się z własnych środków i niekorzystanie z zagranicznej pomocy w pracy duszpasterskiej.
W doktrynie Patriotycznego Ruchu Potrójnej Autonomii podkreśla się „postdenominacyjny” charakter chińskiego protestantyzmu: organizacja zrzesza wszystkie kościoły bez względu na występujące między nimi różnice w doktrynie i obrzędach.